# Ad gentes
Ad Gentes (лат. До народів) — декрет Другого Ватиканського собору Католицької церкви. Повна назва — Декрет про місіонерську діяльність Церкви «Ad Gentes». Затверджено папою Павлом VI 18 листопада 1965 року, після того як він був схвалений на соборі. За остаточний варіант документа висловилося 2394 учасників собору, проти — 5. Свою назву отримала за прийнятою в католицизмі практиці за своїми двома першими словами.
Декрет Ad Gentes — один з дев'яти декретів Другого Ватиканського собору. Він присвячений місіонерському служінню в Церкві.

## Структура
Декрет складається з 41 статей, об'єднаних у 7 розділів:
1. Вступ (стаття 1)
2. Про віровчительні принципи (статті 2-9)
3. Про сам місіонерському справі (статті 10-18)
  1. Про християнське свідчення(статті 11-12)
  2. Про проповідь Євангелія і про збирання Народу Божого (статті 13-14)
  3. Про утворення християнської громади (статті 15-18)
4. Про окремі Церквах (статті 19-22)
5. Про місіонерів (статті 23-27)
6. Про організацію місіонерської діяльності (статті 28-34)
7. Про співпрацю (статті 35-41)

## Зміст
Декрет підкреслює, що місіонерська діяльність з провіщення Євангелія всім народам закладена в природу самої Церкви. Церква, слідуючи заповіді свого Засновника, зобов'язана проповідувати Слово Боже по всій Землі, так само як це робили апостоли і їх послідовники.
Текст декрету закликає місіонерів поважати національні та культурні народів у тій мірі, в якій вони не суперечать євангельським принципам і «з радістю і повагою розкривати закладені в них насіння Слова». Декрет спонукає учасників місіонерської діяльності до співпраці з різними організаціями, включаючи нехристиянські, що ведуть діяльність спрямовану на поліпшення умов життя людей.
Декрет наказує обов'язковість катехуменату для новонавернених. Місіонерів закликано сприяти не тільки поодиноким зверненнями, а й створенню міцних церковних громад, зміцненню місцевих чернечих традицій, підготовці катехізаторів і пошуку покликань до священства з числа місцевих вірних.
Декрет Ad Gentes також описує основні принципи підготовки місіонерів і якості, якими повинен володіти місіонер провідний діяльність в нехристиянських оточенні. Підкреслюється, що місіонерська діяльність повинна бути строго організована в рамках церковної ієрархії. Забороняється використовувати при наверненні до християнства неналежні методи.
|  | Церква строго забороняє примушувати, залучати або приманювати до віри кого б то не було, застосовуючи при цьому неналежні засоби, з іншого боку, вона рішуче відстоює право кожної людини на те, щоб його не відвертали від віри за допомогою погроз і несправедливих утисків. |